# Claopodium undulatifolium
Claopodium undulatifolium är en bladmossart som beskrevs av Kyuichi Sakurai 1933. Claopodium undulatifolium ingår i släktet Claopodium och familjen Thuidiaceae. Inga underarter finns listade i Catalogue of Life.